# Adoxomyia marginata
Adoxomyia marginata är en tvåvingeart som beskrevs av James 1969. Adoxomyia marginata ingår i släktet Adoxomyia och familjen vapenflugor. Inga underarter finns listade i Catalogue of Life.